# Wechselfarbiger Dotter-Täubling
Der Wechselfarbige Täubling oder Wechselfarbige Dotter-Täubling (Russula risigallina)  ist ein recht kleiner und zerbrechlicher Täubling aus der Familie der Täublingsverwandten.

## Merkmale

### Makroskopische Merkmale
Der Hut des Wechselfarbigen Dotter-Täublings ist 3–6, teilweise bis zu 8 cm breit und mehr oder weniger fleischig. Jung ist der Hut konvex, später abgeflacht oder niedergedrückt und oft ganz gold- oder eigelb gefärbt. Er kann aber auch rosa, aprikosenfarben, blass orange bis ziegelrot sein, oder eine gelbliche Mitte mit fleisch-rötlichem oder schwach purpurrotem Rand haben. Der Rand ist abgerundet und lange glatt. Die Huthaut ist glanzlos matt und mindestens bis zur Hälfte abziehbar. Unter der Huthaut ist das Hutfleisch rein weiß.
Die Lamellen bleiben lange blass, sind dann lebhaft gelb bis hell-ocker gefärbt und bei Reife mehr oder weniger orange-gelb. Die Lamellen sind dünn, flach, leicht gegabelt und am Stiel angewachsen oder fast frei.
Der zylindrische oder leicht keulenförmige Stiel ist relativ dünn, etwa 0,6–1 cm breit und 5–8 cm hoch. Er ist schwammig ausgestopft und wird schon bald hohl. Er ist sehr zerbrechlich. Seine rein weiße Farbe steht im auffallenden Kontrast zu den gelb gefärbten Lamellen. In seltenen Fällen kann er auch schwach rosa überhaucht sein. Das Fleisch ist weiß und mürbe und schmeckt angenehm mild. Junge Fruchtkörper riechen nicht oder kaum, reife und überständige Exemplare haben einen deutlich obstartigen Geruch nach Aprikosen oder Mirabellen. Das Sporenpulver ist dottergelb bis gelb-orange.

### Mikroskopische Merkmale
Die eiförmigen bis elliptischen Sporen sind 7,5–9 µm lang und 6–8 µm breit. Sie sind mit bis 1 µm hohen, meist isoliert stehenden, grob warzig bis stacheligen Warzen besetzt, die selten durch feine Linie miteinander verbunden sind. In der Huthaut fehlen Pileozystidien, in ihr kommen inkrustierte Primordialhyphen vor, die stark inkrustierten Hyphen färben sich in Fuchsin mehr oder weniger deutlich an. Die Hyphenzellen sind oft keulenförmig oder kopfig.

## Artabgrenzung
Sehr ähnlich ist der Glänzendgelbe Dotter-Täubling (Russula acetolens) mit einheitlich zitronen- oder dottergelbem, glänzendem Hut und im Alter essigartigem Geruch. Ebenfalls ähnlich ist der nahverwandte Grünverfärbende Täubling (Russula postiana), der einen mehr grünlich bis olivfarbenen Hut besitzt. Ein scharf schmeckender Doppelgänger ist der Sonnen-Täubling (Russula solaris). Er ist ebenfalls gelbhütig, klein und zerbrechlich.

## Ökologie
Wie alle Täublinge ist auch der Wechselfarbige Dotter-Täubling ein Mykorrhizabildner. Sein bevorzugter Wirt ist die Rotbuche. Daneben kann er auch mit Eichen, Hainbuchen und vereinzelt auch mit Linden und Birken eine Symbiose eingehen. Seine ökologischen Ansprüche entsprechen in etwa denen der Rotbuche, seinem Hauptsymbiosepartner. Daher kommt dieser Täubling gleichermaßen in lehmigen, leicht basenhaltigen bis schwach sauren Waldmeister-Buchenwäldern, in nährstoffreicheren, meist kalkhaltigen Waldgersten-Buchenwäldern und in montanen tannenreichen Buchenwäldern vor. Man kann ihn auch in flach- bis mittelgründigen, frischen bis wechseltrockenen Orchideen-Buchenwäldern auf Kalksteinboden und in sauren Hainsimsen-Buchenwäldern auf Sand, Sandstein oder Schieferböden finden. Daneben findet man ihn mitunter auch in Eichen-Hainbuchenwäldern, vor allem im warmen, trockenen Waldlabkraut-Eichen-Hainbuchenwald (Galio sylvatici-Carpinetum) oft auf schweren Tonböden oder in feuchten oder wechselfeuchten Sternmieren-Eichen-Hainbuchenwäldern (Stellario holosteae-Carpinetum betuli), in wärmeliebenden Eichenmischwäldern, bodensauren Eichenmischwäldern oder in Auwäldern. Außerdem kann man den Pilz gelegentlich auf Waldlichtungen und in Parkanlagen finden.
Der Wechselfarbige Dotter-Täubling toleriert fast alle Böden. Er kommt auf Lehm- oder Ton-, Kalkgesteins-, Sand-, Silikat- oder Braunerde-böden vor und verträgt sowohl saure als auch basische pH-Werte. Die Fruchtkörper erscheinen von Juni bis Oktober, selten früher oder später. Die Art kommt bevorzugt im Hügel- und Bergland vor, wird aber auch im Flachland gefunden.

## Verbreitung

Europäische Länder mit Fundnachweisen des Wechselfarbigen Dotter-Täublings.
Legende:
Länder mit Fundmeldungen
Länder ohne Nachweise
keine Daten
außereuropäische Länder

Der Wechselfarbige Dotter-Täubling ist eine holarktische Art, die in der gemäßigt temperierten Zone weit verbreitet ist und bis in die subarktische Zone vordringt. Der Pilz kommt daher in Nordasien (Kaukasus, Sibirien, Russland-Fernost, Mongolei und Kamtschatka), in Nordamerika (USA, Kanada Mexiko) und Grönland, in Nordafrika (Marokko) und wohl in ganz Europa vor. Im Süden reicht sein Verbreitungsgebiet von Spanien bis nach Rumänien, im Westen von Frankreich über die Beneluxstaaten und Großbritannien bis zu den Hebriden, im Norden ist er in ganz Fennoskandinavien verbreitet und im Osten bis nach Belarus und Russland.
In Deutschland ist der Pilz von der Küste bis zu den Alpen verbreitet.

## Systematik

### Infragenerische Systematik
Der Wechselfarbige Dotter-Täubling wird von M. Bon in die Subsektion Chamaeleontinae gestellt, einer Untersektion der Sektion Lilaceae (Incrustatae). Die Subsektion enthält milde Täublinge mit gelbem Sporenpulver und meist feinsamtiger Huthaut. Unter dem Mikroskop lassen sich in der Huthaut inkrustierte Primordialhyphen mit mehr oder weniger keuligen oder kopfigen Hyphen-Endzellen erkennen.
Nahe verwandte Arten sind Russula acetolens, der Glänzendgelbe Dotter-Täubling, der von einigen Autoren nur als Varietät des Wechselfarbigen Dotter-Täublings angesehen wird und Russula postiana, der Olivgrüne Dotter-Täubling.

### Synonyme
Russula vitellina  und  Russula chamaeleontina  sind verbreitete Synonyme des Wechselfarbigen Dotter-Täublings. Unter dem Synonym Russula vitellina wurden mehr stumpf gelbhütige, meist ausblassende Formen mit isoliert warzigen Sporen zusammengefasst.
Unter dem Synonym Russula chamaeleontina wurden mehr rötliche, orange oder rot gelb gezonte Formen vereinigt. Auch bei den meisten Formen von  Russula lutea  mit rein zitronen- bis chromgelbem Hut handelt es sich um Formen des Wechselfarbigen Dotter-Täublings. Auch  Russula puellaris var. minutalis  (Britz.) Sing ist ein Synonym, für eine Form mit schmutzig fleischfarbener, rötlicher Hutmitte und weißem Rand.

### Unterarten und Varietäten
| Varietät                              | Autor            | Beschreibung |
| ------------------------------------- | ---------------- | --- |
| Russula risigallina f. luteorosella   | (Britz.) Bon     | Hut in der Regel zweifarbig, außen am Rand rosa und in der Mitte gelb. Vergehende Fruchtkörper riechen meist sehr stark. |
| Russula risigallina f. roseipes       | (J Schaef.) Bon  | Der Stiel ist mehr oder weniger rosa überhaucht. Der Hut kann bunter oder marmoriert sein, nicht zweifarbig (nicht zu verwechseln mit Russula roseipes, der viel robuster ist und sich auch sonst anatomisch unterscheidet). |
| Russula risigallina f. bicolor        | (Mlz. & Zv.) Bon | Der Hut ist ganz weiß oder leicht verwaschen rosa bis cremefarben. Der Geruch ist schwach. |
| Russula risigallina f. chamaeleontina | (Fr.) Bon        | Form mit auffallend buntem Hut. Die Farben reichen von gelb nach rot mit einigen grünlichen, selten auch schwach purpurlila Tönen.                                                                                           |
| Russula risigallina f. montana        | (Sing.) Bon      | Hut mit grünlichen oder olivfarbenen Farbtönen. Die Form ist wahrscheinlich synonym zu Russula postiana. |

## Bedeutung
Als mildschmeckender Täubling ist der Wechselfarbige Dotter-Täubling zwar essbar und auch durchaus wohlschmeckend, aufgrund seiner zierlichen und zerbrechlichen Fruchtkörper lohnt sich das Sammeln aber kaum.